# День усіх померлих вірних
День усіх померлих  (лат. In Commemoratione Omnium Fidelium Defunctorum) — християнське свято, день пам'яті всіх померлих вірних в римо-католицькій церкві, яке відзначають 2 листопада, після Дня всіх святих. У цей день, особливо на заході України, не лише римо-католики, а й представники інших конфесій, за традицією, відвідують могили родичів, священники відправляють панахиди, а люди запалюють свічки і ставлять квіти.

## Походження
Історія вшанування Дня усіх померлих пов'язана із Днем усіх святих та культом перших мучеників християнської ери. На початку християни відзначали «день народження до неба» (dies natalis), тобто день мучеництва поодиноких християн. Зазвичай, цей день співпадав з днем поховання, тому за загальноприйнятим тоді звичаєм, біля їхніх могил відбувалися трапези. У випадку християн цією трапезою було звершення Євхаристії. На початку спомин святих мучеників був стисло пов'язаний з місцем перебування їхніх останків тіла. Згодом, завдяки взаємному обміну літургійними календарями поміж локальними церковними спільнотами, згадування мучеників якогось одного місця поширюється також на інші церковні округи.
У ІІІ-ІV ст. виникає окреме свято всіх Мучеників, оскільки протягом Літургічного року було вже неможливо згадати усіх відомих і безіменних християн, які пролили кров заради Господа та Його Євангелія.
У перші віки християнства поминання померлих обмежувалося родинним колом. Особливими днями молитви за померлих були дні у безпосередній близькості до похорону, а також річниці смерті. Тому якийсь один загальновстановлений день пам'яті всіх померлих християн був для античної Церкви зовсім невідомий.
Такий день народжується у стінах монастирів. До сьогодні в багатьох чернечих спільнотах є звичай згадування поіменно своїх попередників і молитись за них у річницю їхнього відходу до Господа.
Проте справжнє народження поминального дня на Заході пов'язане з іменем абата Одилона з Клюні (відомий бенедектинський монастир у Франції), котрий наказав в усіх підлеглих йому монастирях відзначати 2-го листопада як спомин усіх померлих вірних.
У цей час в західній Церкві 1-го листопада вже відзначалося свято Всіх Святих. Тому дата абата Одилона, призначена для спомину усіх померлих християн, має глибокий зв'язок зі святом Всіх Святих.
З монастиря Клюні цей звичай поширився в усій Західній Церкві, яка до сьогоднішнього дня поминає усіх померлих другого листопада, тобто на другий день після урочистого згадування Всіх Святих.

## Слов'янські традиції дня
Перед 1 листопада родичі померлих прибирають на могилах рідних, ставлять квіти. У цей день церковні спільноти збираються на цвинтарях для спільної молитви за померлих, а рідні обов'язково засвічують свічки.
Християни називають цей період задушними днями. 

## Особливості дня
1 листопада — особливий день для вірних та духовенства УГКЦ, оскільки цього дня 1944 року помер Митрополит Андрей Шептицький, який очолював Церкву впродовж 44 років.